# Léon VI (roi d'Arménie)
Pour les articles homonymes, voir Léon VI et Léon d'Arménie.
 (novembre 2008).
Léon VI ou Lévon VI (en arménien Լեիոն Զ ; né en Cilicie en 1342, mort à Paris le 29 novembre 1393) est le dernier roi d'Arménie (cilicienne), de 1373 à 1375. Il est fils de Jean de Lusignan, connétable d'Arménie (♰ 1343), et de Soldanne. Il appartient à la branche arménienne de la Maison de Lusignan, issue du mariage d'Amaury de Lusignan, seigneur de Tyr (♰ 1310), et de Zabel d'Arménie.

## Biographie

### Jeunesse chypriote
En 1344, l'oncle de Léon, Guy de Lusignan (roi d'Arménie sous le nom de Constantin IV), est assassiné par une conjuration de barons arméniens hostiles à la politique latine du souverain, en particulier à ses relations avec le pape. Sa mère est donc contrainte de se réfugier avec lui et son frère à la cour du roi Hugues IV de Chypre.
Après la mort de son frère aîné Bohémond, à Venise, en 1363, il lui succède en tant que prétendant à la couronne arménienne. Cette candidature est soutenue par son cousin le roi Pierre Ier de Chypre, qui obtient en 1365 des lettres du pape Urbain V reconnaissant ses droits à la couronne.
En octobre 1368, Isabelle de Lusignan, cousine germaine de Léon et femme du despote de Mistra, profite de l'escale du roi Pierre Ier à Modon dans le Péloponnèse pour réclamer la venue de Léon à ses côtés ; elle souhaite en effet en faire son héritier en le mariant à sa fille Catherine Cantacuzène. L'assassinat du roi Pierre en janvier 1369 compromet ce projet et le prince d'Antioche, régent du royaume, n'autorise pas Léon à quitter l'île. En mai 1369, Léon finit par épouser une veuve chypriote issue d'une influente famille féodale de l'île, Marguerite de Soissons, fille du bailli de Famagouste. Il entame également des démarches pour récupérer les rentes des fiefs de son grand-père, Amaury de Lusignan, qui avaient été confisquées par la couronne à la suite de sa trahison, mais le régent prend prétexte de la minorité royale pour différer le règlement de l'affaire.
Le 12 octobre 1372, lors du couronnement du nouveau roi Pierre II comme roi de Jérusalem dans la cathédrale de Famagouste, il reçoit le titre honorifique de sénéchal du royaume de Jérusalem. Cependant le roi n'accède toujours pas à sa requête concernant les rentes de son grand-père. Toutefois, sa cousine Isabelle, venue de Morée pour assister au couronnement, parvient durant l'hiver 1372-1373 à force de pression et d'intrigues à récupérer une partie des rentes, rentes qu'elle remet aussitôt à Léon.
En Arménie, la situation politique est critique : le royaume est réduit à sa capitale, Sis, d'ailleurs assiégée par les troupes mameloukes. En avril 1373, le roi Constantin VI est assassiné. Début septembre 1373, une délégation de barons vient à Chypre proposer la couronne à Léon. Ils espèrent que ce prince latin aura l'appui du pape et pourra ainsi trouver des soutiens en Occident pour sauver le royaume de la menace musulmane.
Toutefois, en octobre 1373 Léon est fait prisonnier avec une grande partie de la noblesse chypriote par les Génois après la prise de Famagouste par ces derniers. Il doit payer une rançon et prouver qu'il n'a pas été mêlé à l'assassinat du roi Pierre Ier pour être libéré et enfin gagner l'Arménie.

### Règne à Sis
Le 2 avril 1374, Léon débarque avec sa famille à Korikos, seul point de la côte arménienne encore contrôlé par les chrétiens. Le 26 juillet 1374, il parvient à entrer dans Sis assiégée.
Très rapidement, il entre en conflit avec les gouverneurs arméniens de la ville à propos des comptes du royaume, puis avec le catholicos à propos de la question du rite du couronnement. Léon, catholique convaincu, refuse de se faire couronner selon le rite de l'Église arménienne. Finalement un compromis est trouvé et Léon VI est couronné le 13 septembre 1374 selon les deux rites, latin et arménien.
Les marges de manœuvre politique du roi sont très restreintes, à l'occupation turque s'ajoutant une opposition interne au roi, qui échappe même à plusieurs tentatives d'assassinat.
La ville de Sis tombe finalement aux mains des Mamelouks le 14 avril 1375, peut-être par trahison. Le roi et sa famille sont emmenés en captivité au Caire ; c'est la fin du royaume d'Arménie.

### Captivité en Égypte
Léon VI et sa famille sont assignés à résidence au Caire et reçoivent une rente du sultan. Le roi de Chypre tente d'envoyer une ambassade pour demander sa libération, sans succès. Les démarches du pape, de la reine de Naples, du Grand-maître de Rhodes ainsi que de l'empereur byzantin restent également vaines.
En 1378, Jean Dardel, un franciscain français, devient son confesseur. Il est l'auteur d'une chronique d'Arménie, principale source de l'histoire du roi Léon VI. En 1380, le religieux débarque à Barcelone afin d'obtenir le financement de la rançon du roi Léon par le roi d'Aragon. C'est finalement le roi de Castille, Jean Ier qui réunit les sommes nécessaires.
Le 7 octobre 1382, le roi Léon quitte définitivement l'Égypte.

### Exil doré en Europe
Après un bref séjour à Rhodes où il retrouve sa cousine Isabelle, ne parvenant pas à revenir à Chypre pour réclamer ses biens, il s'embarque pour Venise, d'où il gagne la cour pontificale d'Avignon.
En mai 1383, Léon quitte Avignon pour une tournée de remerciement des souverains ibériques qui ont contribué à sa libération. Il visite les cours d'Aragon, de Castille et de Navarre. Au cours de ce voyage le roi Jean Ier de Castille lui offre la seigneurie de Madrid, Andújar, Guadalajara et Villarreal (aujourd'hui Ciudad Real) et une rente de 150 000 maravedis en septembre 1383.
En juin 1384, il s'installe à Paris à l'hôtel de Saint-Ouen, sous la protection du roi Charles VI dont il devient un conseiller et un intime. Mis à part quelques missions diplomatiques à Londres et un voyage en Castille en 1390 pour les funérailles de son ami Jean Ier, Léon reste jusqu'à sa mort en 1393 à la cour du roi de France à Paris.
L'exil doré de Léon en Europe a suscité quelques critiques de la part de contemporains : ainsi le bénédictin anglais Thomas de Walsingham dit de lui qu'« il extorqua aux rois chrétiens d'abondants présents, afin que son exil sur une terre étrangère soit plus heureux qu'un règne pacifique chez lui ».

### Inhumation
Il est inhumé au couvent des Célestins à Paris (quartier Saint-Paul, IVe arrondissement). Ce choix des Célestins comme dernière demeure s'explique par le fait que Léon VI résidait dans l'hôtel des Tournelles, proche de la demeure favorite des rois de France, Charles V et Charles VI, l'hôtel Saint-Pol, dans le quartier actuel du Marais. Le couvent était d'ailleurs comblé de faveurs par ces deux monarques et par tous les grands seigneurs qui gravitaient autour de la cour royale. Le tombeau de Guy de Lusignan était placé dans le chœur de l'église des Célestins, à droite de l'autel majeur. Cet emplacement est bouleversé à cause de remaniements ayant eu lieu vers 1600. Puis viennent la destruction d'une grande partie de son décor pendant la Révolution française. La tombe est profanée vers 1793. Les bâtiments du couvent dispaissent dans la foulée dont le cloître, tandis que l'église est abattue vers 1840 : à l'emplacement se trouve aujourd'hui la caserne de la Garde républicaine.
Son gisant est d’une qualité équivalente à celle des tombeaux des rois de France de la fin du XIVe siècle. Les accessoires portés par le souverain, c'est-à-dire la couronne fleuronnée et le sceptre tenu de la main droite, aujourd'hui brisé, soulignent la dignité du défunt.
Il en est de même de l’inscription gravée sur la dalle noire : « Cy gist tres noble et excellent prince Leon de Lizingnen quint, roy latin du royaume d'Armenie qui rendit l'ame a Dieu a Paris le XXIXe jour de novembre l'an de grace M.CCC.IIIIXX.XIII.
Priez pour luy. » Soit : « Ci-gît très noble et excellent prince Léon de Lusignan V, roi latin du royaume d'Arménie, qui rendit l'âme à Dieu à Paris le 29e jour de novembre de l'an de grâce 1393.
Priez pour lui. »
Quant aux deux lions sur lesquels reposent ses pieds, ils sont un symbole de puissance, probablement sans lien avec les armoiries du prince. Dans la main gauche, Léon ne tient pas un autre attribut du pouvoir royal, mais une paire de gants, attribut royal inexistant, mais que l'on rencontrait dans de nombreuses dalles gravées de grands seigneurs, notamment au XIIIe siècle, souvent accompagnés d'autres symboles de chasse.
Le gisant de marbre blanc et sa dalle de marbre noir sont sauvés par Alexandre Lenoir, qui les place dans son Musée des monuments français, puis dans la basilique de Saint-Denis après 1817.

## Mariage et descendance

### Marguerite de Soissons
Léon épouse Marguerite de Soissons avec qui il a une enfant unique :
- Marie de Lusignan, née peut-être en 1374 en Cilicie et morte au Caire en 1381.

### Descendance illégitime
Il a avec plusieurs concubines :
- Guy, né en France en 1386 et décédé en 1405, chanoine de la cathédrale de Soissons. Il hérite d'une partie des biens de son père ;
- Philippe, capitaine de la Tour d'Ambleux ;
- Étienne, chevalier en Sicile, exilé à Malte en 1405 et servant comme corsaire.

## Sceau et armoiries

### Sceau [1384]
Avers : Rond, 33 mm,,.
Description : Sceau armorial à l'écu penché timbré, tiercé en pal : au 1 un lion couronné (Arménie) ; au 2 une croix potencée cantonnée de quatre croisettes (Jérusalem) ; au 3 un burelé (Lusignan) brisé d'un lion couronné brochant (Chypre). L'écu penché, timbré d'un heaume de profil couronné, cimé d'une tête de lion dans un vol banneret burelé (armes Lusignan), supporté par deux lions. Dans le champ du sceau, des fleurs.
Légende : S : LEONIS : QUINTI____ENIE  
Référence

### Armoiries [1384]
| Blason | Blasonnement : Écu tiercé en pal : au 1, d'or au lion de gueules, armé, lampassé, couronné d'azur ; au 2, d'argent à la croix potencée d'or cantonnée de quatre croisettes de même ; au 3, un burelé d'argent et d'azur de dix pièces brisé d'un lion de gueules, armé, lampassé, couronné d'or brochant. Commentaires : Blason de Léon VI d'Arménie, d'après l'empreinte d'un sceau de 1384. |

Références,,

## Sources et bibliographie